# Vombsjön
Vombsjön (ibland även Våmbsjön) är en sjö 20 kilometer öster om Lund i Eslövs kommun, Lunds kommun och Sjöbo kommun i Skåne och ingår i Kävlingeåns huvudavrinningsområde. Sjön är 15,6 meter djup, har en yta på 12 kvadratkilometer och befinner sig 19 meter över havet. Sjön avvattnas av vattendraget Kävlingeån. Vid provfiske har en stor mängd fiskarter fångats, bland annat abborre, björkna, braxen och gärs. Vombsjön har sedan 1948 fungerat som dricksvattentäkt för Malmö och sköts genom Sydvatten.
I sjön bedrivs yrkesmässigt fiske men fritidsfiskare kan både lösa fiskekort och hyra båt.
Vombsjöns huvudsakliga tillflöden är Björkaån från öster och Borstbäcken från norr. Sjön avvattnas via Kävlingeån och är sedan 1936 reglerad. Medelvattenföringen är cirka 0,5 m³/s under sommaren och 9 m³/s under vintern. De högsta flödena på våren ligger kring 16 m³/s.

## Naturupplevelser
Området runt Vombsjön inbjuder till fina naturupplevelser. Söder om Vombsjön finns Vombs fure, ett skogsområde med tall, gran och lövträd som planterades under 1800-talet för att binda sanden i området. I skogen finns många vandringsstigar och ett rikt djurliv, där det till och med finns möjlighet att se kronhjort. Vid sjöns strand finns flera utsiktsplatser, på ställen där strandvallen är brant. Vombs fure gränsar till två mindre sjöar, Bysjön och Häljasjön. Vid den senare finns en badplats. Det finns även sandstränder vid sjön.
Väster om Vombsjön finns finns naturreservatet Klingavälsåns dalgång och Vombs ängar, uppkallat efter den slingrande ån med samma namn. I naturreservatet finns öppna fuktängar som översvämmas då och då. Fågellivet är rikt och många fåglar använder platsen som rastplats. Det är därför förbjudet att gå runt på egen hand i området. Däremot finns möjlighet att besöka de fågeltorn som har byggts, för att därifrån njuta av utsikten över ängarna och för att skåda fågel.

### Fågel och fisk
Vid Vombs ängar och Klingavälsåns naturreservat, finns flera fågeltorn, med tillhörande parkeringsplatser. Det större fågeltornet är även tillgänglighetsanpassat med ramp och plattform. Det finns även möjlighet att fiska i Vombsjön, men fiskekort krävs.

### Växter
Vombsjön reglerades under 1800-talet och då fanns periodvis tämligen gott om dvärgag, vilken sedan minskade och från 1950 bedömdes som i Sverige utgången art. År 2013 återupptäcktes dvärgag vid Vombsjön, framför allt på dess sydvästra strand med sammanlagt knappt 3.000 exemplar.

## Vombsjön Runt
Första lördagen i augusti varje år arrangerar Korpen och Friluftsfrämjandet cykelturen "Vombsjön Runt". Cykelturen har tre olika klasser, 35 km, 65 km och 110 km. Loppet startar i Veberöd, och går via  Björnstorp, Dalby, Södra Sandby, Flyinge, Harlösa och Öved. Den längsta rundan når även Sjöbo, Sövestad och Skårby.

## Delavrinningsområde
Vombsjön ingår i delavrinningsområde (617590-136174) som SMHI kallar för Utloppet av Vombsjön. Medelhöjden är 50 meter över havet och ytan är 39,04 kvadratkilometer. Räknas de 16 avrinningsområdena uppströms in blir den ackumulerade arean 446,74 kvadratkilometer. Avrinningsområdets utflöde Kävlingeån mynnar i havet. Avrinningsområdet består mestadels av skog (21 %) och jordbruk (39 %). Avrinningsområdet har 11,96 kvadratkilometer vattenytor vilket ger det en sjöprocent på 30,6 %.

## Fisk
Vid provfiske har följande fisk fångats i sjön:
- Abborre
- Björkna
- Braxen
- Gärs
- Gädda
- Gös
- Löja
- Mört
- Regnbåge
- Ål
- Öring